# The Life of Riley (film 1949)
The Life of Riley è un film del 1949 diretto da Irving Brecher.
È una commedia statunitense con William Bendix, Rosemary DeCamp e James Gleason.
È basato sulla serie radiofonica omonima che generò anche due serie televisive, The Life of Riley (1949-1950) e The Life of Riley (1953-1958). Il cast della prima serie televisiva è sostanzialmente identico a quello del film, ma solo la seconda serie vede come protagonista ancora Bendix che per realizzare il film non poté partecipare alla prima serie e vi fu sostituito nel ruolo di Charles Riley dall'attore Jackie Gleason, che nel film ha il ruolo dell'amico "Jim Gillis".

## Trama
Charles Riley è alle prese con i mille piccoli problemi quotidiani della sua famiglia (moglie, una giovane figlia e un ragazzo adolescente). Riley è un bonaccione ma "specializzato" nel complicare anche i problemi più semplici.

## Produzione
Il film, diretto, sceneggiato e prodotto da Irving Brecher, su un soggetto di Groucho Marx, per la Universal International Pictures.

## Distribuzione
Il film, negli Stati Uniti, fu presentato in prima a Cincinnati il 5 marzo 1949, uscendo poi nelle sale il 16 aprile, distribuito dalla Universal.
Altre distribuzioni:
- in Danimarca il 29 maggio 1950 (Hvad fatter gør)
- in Svezia il 1º giugno 1950 (Snurriga familjen)
- in Finlandia il 14 luglio 1950 (Ei meitä huolet paina)
- in Portogallo il 27 febbraio 1952 (O Boa Vida)
- in Brasile (Que Vida Apertada)

## Critica
Secondo Leonard Maltin il film è "più dolceamara della conseguente serie TV ma godibile".

## Promozione
La tagline è: "William Bendix - Hollywood's Magnificent Mug - STARRING IN "The Life of Riley"".